# Rájov (Perštejn)
Rájov (německy Reihen) je vesnice, část obce Perštejn v okrese Chomutov. Nachází se asi 1,5 km na severozápad od Perštejna. V roce 2009 zde bylo evidováno 61 adres.
Rájov leží v katastrálním území Rájov u Perštejna o rozloze 4,44 km². V katastrálním území Rájov u Perštejna leží i Údolíčko.

## Název
Název vesnice je odvozen ze slova ráj, nebo z osobního jména Ráj ve významu Rájův dvůr. V historických pramenech se název vyskytuje ve tvarech: Rayow (1431), Ragiow (1449 a 1481), vsi Ragowa (1540), Reyn (1543), Reyen (1644), Reyhen (1646 a 1787) nebo Reihen (1846).

## Historie
První písemná zmínka o vesnici pochází podle Theodora Schützela z roku 1316. V roce 1431 byl Rájov uveden v soupisu majetku, který získal Vilém ze Šumburka při dělení rodového majetku spolu s kláštereckým panstvím. Vilém neměl vhodné sídlo, a proto si postavil hrad Nový Šumburk, k jehož panství Rájov později patřil. Šumburk i s Rájovem koupil roku 1449 Vilém z Illburka a po polovině šestnáctého století jej získal Kryštof z Fictumu, který přenesl panské sídlo ze Šumburku na nově založený klášterecký zámek.
Klášterečtí Fictumové se zúčastnili stavovského povstání, za což jim byl zkonfiskován majetek. Klášterecké panství poté roku 1623 koupil Kryštof Šimon Thun. Podle záznamu v urbáři panství z roku 1649 v Rájově žilo osm sedláků, tři domkáři a fungoval zde vrchnostenský mlýn. Berní rula z roku 1654 uvádí deset chalupníků, kteří chovali devatenáct krav, 23 jalovic, devět ovcí a dvě kozy. Lidé obdělávali kamenitá pole, na kterých pěstovali žito, ale hlavním zdrojem obživy byl chov dobytka a doprava dřeva k Ohři. Podobně se lidé živili i koncem osmnáctého století, kdy si navíc přivydělávali paličkováním krajek a pletením. Mléčné výrobky (máslo a tvaroh) se prodávaly ve Vejprtech i dále v Sasku. Děti docházely od roku 1787 do školy v Perštejně.
Podle díla Johanna Gottfrieda Sommera z roku 1846 stálo v Rájově 25 domů, ve kterých žilo 171 obyvatel. Východně od vesnice se v lomu těžil vápnitý dolomit (v roce 1863 bylo vytěženo asi 61 m³), ze kterého se vyrábělo stavební vápno.
Později bývaly vápenky ve vsi dvě. Starší založil koncem sedmdesátých letech devatenáctého století Karel Bernardin, zatímco druhou postavilo asi o dvacet let později konsorcium přísečnických občanů. Vápenec se do rájovských podniků dovážel nejprve z lomu na rozhraní Mýtinky a Vykmanova a teprve později byl otevřen lom přímo u Rájova. První světová válka způsobila nedostatek zaměstnanců i surovin (zejména uhlí), a proto musel být provoz rájovské vápenky v letech 1915–1919 přerušen. V roce 1927 proběhla modernizace provozu, při které byla stará pec zbořena a nahrazena novou kruhovou pecí se šestnácti komorami a vysokým komínem. Kromě vápna se vyráběl také cement a jiné stavební potřeby. Provoz vápenky ukončila velká hospodářská krize ve třicátých letech dvacátého století. Z budov vydržel stát nejdéle komín, který byl stržen až roku 1961.
Na počátku dvacátého století měřilo katastrální území Rájova 444 hektarů, z nich tvořilo 211 hektarů pole, 152 hektarů lesy, 42 hektarů pastviny a 26 hektarů louky. V roce 1911 ve vsi fungovaly, kromě vápenky, dva hostince, dva obchody, trafika a živnost provozovali dva ševci a dva tesaři. Po druhé světové válce došlo k vysídlení Němců z Československa, a počet obyvatel Rájove poklesl přibližně na pětinu předválečného stavu. Obyvatel ubývalo i v dalších letech a vesnice se postupně proměnila na rekreační osadu.

## Obyvatelstvo
Při sčítání lidu v roce 1921 zde žilo 199 obyvatel (z toho sto mužů) německé národnosti a římskokatolického vyznání. Podle sčítání lidu z roku 1930 měla vesnice 196 obyvatel: jednoho Čechoslováka a 195 Němců. Kromě jednoho příslušníka neevidovaných církvi a jednoho člověka bez vyznání se hlásili k římskokatolické církvi.
|                                                                        | 1869 | 1880 | 1890 | 1900 | 1910 | 1921 | 1930 | 1950 | 1961 | 1970 | 1980 | 1991 | 2001 | 2011 | 2021 |
| ---------------------------------------------------------------------- | ---- | ---- | ---- | ---- | ---- | ---- | ---- | ---- | ---- | ---- | ---- | ---- | ---- | ---- | ---- |
| Obyvatelé                                                              | 172  | 214  | 199  | 207  | 221  | 199  | 196  | 37   | 35   | 20   | 8    | 12   | 9    | 22   | 38   |
| Domy                                                                   | 28   | 35   | 37   | 37   | 37   | 38   | 38   | 42   | —    | 7    | 6    | 11   | 12   | 14   | 15   |
| Počet domů z roku 1961 je zahrnut v celkovém počtu domů obce Perštejn. |      |      |      |      |      |      |      |      |      |      |      |      |      |      |      |

## Obecní správa
Po zrušení poddanství se Rájov stal samostatnou obcí v okrese Kadaň, ke které patřila osada Údolíčko. Při sčítání lidu v roce 1869 už Rájov patřil k Perštejnu, se kterým byl roku 1961 začleněn do okresu Chomutov.

## Pamětihodnosti
- Kaple Trpícího Krista Spasitele z roku 1832 (opravena roku 2015)[zdroj⁠?!]